# Гарі Олбрайт
Гарі Олбрайт (англ. Gary Albright; 18 травня 1963, Норт-Кінґстаун, США — 7 січня 2000, Пенсільванія) — американський спортсмен, професійний реслер. Один з найкращих бійців японських боїв без правил «бусідо»
Двічі чемпіон AJPW WTTC туру (1996 та 1997 років).

## Кар'єра в UWFi
Гарі Олбрайт почав свою кар'єру в професійному реслінгу в 1988 році під прізвиськом Вохана Сінга в промоушині Брюса Харта під назвою Calgary Stampede. Там він об'єднався в команду зі своїм псевдо-братом Муханом Сінгом, який був також відомий у сфері реслінгу під іменами Майк Шо (Mike Shaw) і Лунатик Норман (Norman the Lunatic). Команда була утворена з метою відіграти інтернаціональні командні титули у Британських бульдогів. Цілком ймовірно, Олбрайта поставили в команду з Шо тільки тому, що обидва вони важили більше 150 кілограмів. За сценарієм, це повинна була бути команда з Карачі — Пакистану, хоча ні Олбрайт, ні Шо і близько на пакистанців не були схожі. Команда тримала виграні титули чотири місяці, після чого програла їх Крісу Бенуа і Біфу Веллінгтону.

### Дебют в Японії
Свій дебют в Японії Олбрайт зробив в 24 серпня 1991 року в організації UWFi. На першому ж матчі Олбрайт нокаутував Йоджи Анджи (Yoji Anjoh). В основному матчі в UWFi були побудовані на ударах, суплексах і больових захватах. Протягом наступних восьми місяців Олбрайт виконував на рингу виключно суплекси. Великі розміри Олбрайта надавало суплексам видовищності. Кожним з таких німецьких суплексов Гері нокаутував суперників, які навіть після того, як порахують до 10 не могли піднятися на ноги.
Перша велика перемога Обрайта в UWFi випала на 5 серпня 1992 року, коли він нокаутував Нобухіко Такаду (Nobuhiko Takada), найбільшого реслера організації UWFi. Гарі нокаутував його своїм коронним німецьким суплексом перед публікою 14,000 чоловік на Йокогамській Арені. Після цього Олбрайт пристосувався вигравати матчі завдяки одному цьому прийому в поєдинках і командних матчах. Ланцюг його перемог обірвався на його повторному матчі з Такадою 21 вересня 1992, Олбрайт капітулював після больового.
Після цього Олбрайт знову продовжив вигравати поєдинки, зазвичай навіть менше, ніж за п'ять хвилин. Але букери його відштовхнули, як тільки в промоушн прийшов Вейдер (Vader). Олбрайт став більше не потрібен в UWFi. Він кілька разів брав участь в командних боях з Марком Флемінгом (Mark Fleming) і Деном Северном (Dan Severn), але жодного з боїв не виграв.

### Новий етап
Наступні перемоги Олбрайта відновилися в 1994 році на турнірі UWFi — «Best of the World». Олбрайт нокаутував Біллі Скотта (Billy Scott) і Йоджі Анджо (Yoji Anjoh) в двох перших раундах з метою вступити в півфінал за бій з Нобухіко Такадою. 10 червня 1994 в Будокан Холі Олбрайт програв, здавшись при больовому прийомі.
18 серпня Олбрайт здобув перемогу над Кійоші Тамурою (Kiyoshi Tamura), закінчиши третій тур. Матч відбувся в ту саму ніч, коли Вейдер відбив у Такади титул. За всі три роки роботи в UWFi Олбрайт чудово розвинув свої навички боротьби і по техніці став значно перевершувати інших.
Незабаром Олбрайт зробив Вейдеру виклик на матчі за титул UWFi. Цей матч вже давно був мрією кожного фаната UWFi. 8 жовтня 1994 Олбрайт змусив Вейдоеа здатися, застосувавши на ньому прийом cross arm breaker в найголовнішому командному матчі. 30 листопада 1994 Олбрайт точно таким же чином змусив здатися Такаду.
Олбрайт і Вейдер стали майже ідентичними суперниками. Обидва цілком покладалися на силові прийоми, ефективність яких була неабияк перебільшена великою вагою їх обох, тому матч 16 січня 1995 став великим розчаруванням для фанів. Він був абсолютно невидовищний. На ньому переміг Вейдер, завдяки прийом choke hold. Зрозуміло, матч користувався досить непоганим комерційним успіхом.
Незважаючи на свою популярність, у UWFi виникли проблеми через нестачу молодих талантів. 17 травня 1995 Олбрайт програв Масахіто Какіхарі за можливість матчу з Такадою.
18 червня 1995 Олбрайт повинен був битися з Кійоші Тамурою. Олбрайт ігнорував усі зауваження рефері, який без кінця викрикував фразу, що стала пізніше в японському промоушині крилатою: «Break, Gary, break!» Олбрайт просто матюкався, плюючи на всі запобіжні заходи в задушливих прийомах як своїх, так і Тамури. Тамура здійснив удушаючий прийом — rear choke, Олбрайт здався. Потім Олбрайт покинув ринг, навіть не потиснувши Тамурі руку. Для Тамури це була найбільша перемога за історію його професійної кар'єри. Тамура так засмутився, що Олбрайт не потиснув йому руку, що навіть розплакався прямо на ринзі. Через два місяці, 18 серпня 1995 Олбрайт повернувся в UWFi і програв Тамурі в мейн-івенті. Ще через шість днів UWFi оголосила про свою угоду з організацією NJPW, і Олбрайт покинув промоушн.

## Кар'єра в AJPW
Олбрайт вступив в організацію All Japan Pro Wrestling. 25 жовтня 1995 в Будокан Холі повинен був відбутися матч між Місавою (Misawa) і Кобаші (Kobashi). Але їхній матч був замінений півфінальним поєдинком між Олбрайтом і Тошіакі Кавадою (Toshiaki Kawada).
Олбрайт створив команду зі Стеном Гансеном (Stan Hansen) і їхня пара посіла третє місце в Світовій Командній Лізі. 24 січня 1996 Олбрайт і Хенсен відбили у Кавади і Тауе (Taue) титули в командному розряді, але через місяць знову програли 20 лютого 1996 на повторному матчі. Олбрайт викликав Міцухару Місаву (Mitsuhara Misawa) на бій за «потрійну Корону» 2 березня 1996. У їх матчі було кілька захоплюючих моментів, але трохи пригнічує контраст між важким стилем Олбрайта і неперевершеним акробатичним стилем Місави. Місава здобув перемогу, застосувавши на Олбрайті коронний «rolling elbow forearm smash».
З тих пір Олбрайта більше не ставили в поєдинки цієї організації. Тепер він виступав виключно в командному складі. Він створив команду з Сабу (Sabu) в Командній Лізі 1996. Їх команда зайняла останнє місце.
Свій останній матч в AJPW Гарі провів в 1999 році проти Масао Інуе (Masao Inoue). Наступний матч був запланований на лютий 2000 року.

## Смерть
7 січня 2000 року Гарі Олбрайт боровся на Всесвітньому екстрім шоу в Хазлтоні, штат Пенсільванія, проти Люцифера Грімма (справжнє ім'я Білл Оуенс).
Після того як пройшли три чверті покладеного часу, Олбрайт впав на ринг.
Офіційною причиною смерті Гарі Олбрайта був серцевий напад. Медичні експерти також виявили, що Гарі Олбрайт страждав на діабет, мав збільшене серце, і мав блокування декількох коронарних артерій. Так було встановлено, що Гарі Олбрайт помер від природних причин, поліція не займалася цим питанням.